# Plateforme de Crimée

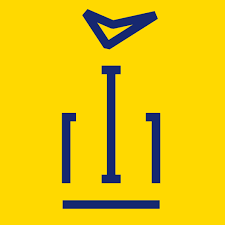
Emblème de la Plateforme de Crimée, représentant les piliers de la démocratie de Chersonèse et un oiseau, symbole de la liberté.

La plateforme de Crimée (ukrainien : Кримська платформа, anglais : Crimea Platform, tatar de Crimée : Qırım platforması) est une initiative diplomatique de l'Ukraine et de son président, Volodymyr Zelensky. Elle est conçue comme un mécanisme de coordination et de consultation internationale pour mettre fin à l'occupation de la Crimée par la Russie. La protection des droits de l'homme des Tatars de Crimée, la dégradation de l'environnement et l'étouffement du commerce dans la région de la mer Noire et de la mer d'Azov sont également des sujets abordés lors du sommet. Le sommet inaugural de la plateforme a pris lieu le 23 août 2021, à la veille du 30e anniversaire de l'indépendance de l'Ukraine.

## Création et promotion
Un projet pour un tel événement a été annoncé par le ministère de la Réintégration des territoires temporairement occupés et lors de la 75e session de l' Assemblée générale des Nations Unies en septembre 2020 . La première mention de l'initiative de la plate-forme de Crimée est apparue en novembre 2020, lorsque le premier vice-ministre des Affaires étrangères Emine Japarova l'a présentée aux ambassadeurs des États membres de l'UE et a discuté des aspects pratiques de l'implication de l'Union européenne dans ses activités. Par la suite, les autorités ukrainiennes ont mené une campagne pour impliquer les pays occidentaux dans la plate-forme,,,. Le 26 février 2021, le président Zelensky a signé un décret sur certaines mesures visant à la désoccupation et à la réintégration du territoire temporairement occupé de la République autonome de Crimée et de la ville de Sébastopol, qui a décidé de créer le comité d'organisation pour la préparation et la tenue de la plate-forme de Crimée. Le président du comité d'organisation pour la préparation du sommet constitutif de la plate-forme de Crimée est le ministre des Affaires étrangères de l'Ukraine, Dmytro Kouleba ,,. Il est prévu que la Plateforme de Crimée soit représentée à l' Assemblée parlementaire du Conseil de l'Europe.

## Participants
Des dirigeants étrangers ont été invités aux célébrations du 30e anniversaire et au sommet, notamment :
- La présidente grecque Katerina Sakellaropoúlou[14],[15] ;
- Le président lituanien Gitanas Nauseda[16] ;
- La présidente moldave Maia Sandu[17],[18].

Selon le ministre des Affaires étrangères Dmytro Kouleba, la Russie tente de saper la confiance dans la plate-forme de Crimée et d'empêcher d'autres États d'y participer. Malgré cela, le premier sommet attend la participation de représentants de près de 30 pays.
Les États-Unis sont représentés par un membre du Cabinet. C'est ce qu'annonce le chargé d'affaires américain en Ukraine, le sous-secrétaire d'État adjoint aux Affaires européennes et eurasiennes, George Kent, dans une interview accordée à Radio Liberty.